# Zurück auf Ende
Zurück auf Ende ist ein deutscher Spielfilm aus dem Jahr 2013. Er ist das Spielfilmdebüt von Chirus Guder.

## Handlung
Bobby und Pike sind Halbbrüder und Bankräuber. Bobby hat eine sehr dunkle Seite an sich, die er nicht kontrollieren kann. Pike hilft ihm immer wieder, aus den dunklen Abstürzen zurückzufinden,  bis Bobby in einem Hotel aufwacht und sich an nichts mehr erinnern kann. Er muss jetzt für sich die Wahrheit finden, auf einer schmerzvollen Reise zu sich selbst.

## Hintergrund
Gedreht wurde zwischen 2012 und 2013 in Berlin. Größtenteils erfolgten die Dreharbeiten in einem Hotel am Potsdamer Platz. Chirus Guder drehte sein Debüt ohne jegliche öffentliche Filmförderung.